# Vulf
Vulf, ou Volf , é uma ilha também conhecida como Dash Zira (Azeri: Daş Zirə) ou Kichik Zira (Kiçik Zirə). A palavra  "Zira" originada na palavra Árabe "Jazīra", que significa "ilha". Vulf é pequena e desabitada. É uma das muitas ilhas que protegem a Baía de Baku, Azerbaijão.

## Geografia
A ilha faz parte do Arquipélago de Baku, que consiste aas seguintes ilhas: Boyuk Zira, Kichik Zira, Ilha Qum ou  Peschany, Zenbil, Sangi-Mugan, Chikil, Qara Su, Khara Zira, Gil, Tava (Plita), Khanlar (Ptichiy), Ignat Dash e algumas menores.
Vulf tem uma área de aproximadamente 1 km2 (24.711 acres). As águas circundantes de Vulf são muito rasas. Há muito pouca vegetação de Vulf, devido à poluição por óleo, bem como a muitos outros fatores.
Foca do Cáspio, esturjão, e vários tipos de pássaros como pato de cerceta, gaivota de arenque, e  mergulhões são algumas das espécies que podem ser encontradas em e ao redor da ilha.